# Daniela Smaranda Ionescu
Daniela Smaranda Ionescu (n. 7 martie 1939) a fost un deputat român în legislatura 1990-1992, ales în municipiul București pe listele partidului FSN. Daniela Smaranda Ionescu a fost validată ca deputat pe data de 30 iulie 1990, când l-a înlocuit pe Adrian Năstase. Daniela Smaranda Ionescu a devenit membru al PRM în 1991. În legislatura 1990-1992, Daniela Smaranda Ionescu a fost membru în grupurile parlamentare de prietenie cu Franța și Regatul Thailanda. Daniela Smaranda Ionescu a mai fost deputat PRM  în legislaturile 1992-1996 și 2000-2004. 
Daniela Smaranda Ionescu este sociolog, specializată în dreptul internațional al muncii. 